# José Refugio Mercado Díaz
José Refugio Mercado Díaz (* 28. Juli 1942 in Ixtlahuacán del Río; † 15. Oktober 2014) war Weihbischof in Tehuantepec.

## Leben
José Refugio Mercado Díaz trat mit 14 Jahren in das Kleine Seminar ein und studierte am Diözesanseminar Philosophie und Theologie. Er empfing am 2. April 1972 durch den Erzbischof von Guadalajara, José Salazar López, die Priesterweihe. Er war Kaplan in Acatlán de Juárez und von 1974 bis 1977  Vikar in Ameca. Anschließend war er Pfarrer von St. Martin von Tours in der Stadt Guadalajara.
Papst Johannes Paul II. ernannte ihn am 16. September 2003 zum Titularbischof von Turuzi und zum Weihbischof in Tehuantepec im südlichen mexikanischen Bundesstaat Oaxaca. Der Erzbischof von Guadalajara, Juan Kardinal Sandoval Íñiguez, spendete ihm am 15. November desselben Jahres die Bischofsweihe; Mitkonsekratoren waren Giuseppe Bertello, Apostolischer Nuntius in Mexiko, und Felipe Padilla Cardona, Bischof von Tehuantepec.
Er engagierte sich für das Seminar von La Barca und war Dekan von Ocotlán sowie Bischofsvikar von San Antonio de Padua. In der mexikanischen Bischofskonferenz war er Mitglied des Ausschusses für Seelsorge. Am 10. Juni 2009 nahm Papst Benedikt XVI. seinen vorzeitigen, gesundheitsbedingten Rücktritt an.